# Acacia pteridifolia
Acacia pteridifolia är en ärtväxtart som beskrevs av George Bentham. Acacia pteridifolia ingår i släktet akacior, och familjen ärtväxter. Inga underarter finns listade i Catalogue of Life.